# 30. ročník udílení Cen Sdružení filmových a televizních herců
30. ročník udílení Cen Sdružení filmových a televizních herců, oceňující nejlepší filmové a televizní výkony za rok 2023, se konal dne 24. února 2024 ve Shrine Auditorium and Expo Hall v Los Angeles. Poprvé byl ceremoniál živě vysílán na Netflixu. Nominace oznámili dne 10. ledna 2024 herci Kumail Nanjiani a Issa Rae prostřednictvím živého vysílání na Instagramu.
Dne 14. prosince 2024 bylo oznámeno, že ocenění za celoživotní přínos k filmografii získá herečka Barbra Streisandová. Barbie a Oppenheimer získaly nejvíce nominací ve filmových kategoriích, a to celkem čtyři, a Boj o moc získal nejvíce nominací v televizních kategoriích, a to celkem pět. Nejvíce cen, celkem tři získaly film Oppenheimer a seriál Medvěd.

## Vítězové a nominovaní
Vítěz je uveden jako první a je označen tučně.

### Film
| Nejlepší mužský herecký výkon v hlavní roli | Nejlepší ženský herecký výkon v hlavní roli |
| --- | --- |
| Cillian Murphy jako J. Robert Oppenheimer – Oppenheimer - Bradley Cooper jako Leonard Bernstein – Maestro - Colman Domingo jako Bayard Rustin – Rustin - Paul Giamatti jako Paul Hunham – Zimní prázdniny - Jeffrey Wright jako Thelonious „Monk“ Ellison – Americká fikce | Lily Gladstone jako Mollie Burkhart – Zabijáci rozkvetlého měsíce - Annette Beningová jako Diana Nyad – Nyad - Carey Mulliganová jako Felicia Montealegre – Maestro - Margot Robbie jako Barbie – Barbie - Emma Stoneová jako Bella Baxter – Chudáčci                |
| Nejlepší mužský herecký výkon ve vedlejší roli | Nejlepší ženský herecký výkon ve vedlejší roli |
| Robert Downey Jr. jako Lewis Strauss – Oppenheimer - Sterling K. Brown jako Clifford „Cliff“ Ellison – Americká fikce - Willem Dafoe jako Dr. Godwin Baxter – Chudáčci - Robert De Niro jako William King Hale – Zabijáci rozkvetlého měsíce - Ryan Gosling jako Ken – Barbie | Da'Vine Joy Randolph jako Mary Lamb – Zimní prázdniny - Emily Bluntová jako Katherine „Kitty“ Oppenheimerová – Oppenheimer - Danielle Brooks jako Sofia – Purpurová barva - Penélope Cruzová jako Laura Ferrari – Ferrari - Jodie Fosterová jako Bonnie Stoll – Nyad |
| Nejlepší obsazení ve filmu | |
| Oppenheimer – Casey Affleck, Emily Bluntová, Kenneth Branagh, Matt Damon, Robert Downey Jr., Josh Hartnett, Rami Malek, Cillian Murphy a Florence Pughová - Americká fikce – Erika Alexander, Adam Brody, Sterling K. Brown, Keith David, John Ortiz, Issa Rae, Tracee Ellis Ross, Leslie Uggamsová a Jeffrey Wright - Barbie – Michael Cera, Will Ferrell, America Ferrera, Ryan Gosling, Ariana Greenblatt, Kate McKinnonová, Helen Mirrenová, Rhea Perlman, Issa Rae a Margot Robbie - Purpurová barva – Halle Bailey, Fantasia Barrino, Jon Batiste, Danielle Brooks, Ciara, Colman Domingo, Aunjanue Ellis-Taylor, Louis Gossett Jr., Corey Hawkins, Taraji P. Henson, Phylicia Pearl Mpasi a Gabriella Wilson „H.E.R.“ - Zabijáci rozkvetlého měsíce – Tantoo Cardinal, Robert De Niro, Leonardo DiCaprio, Brendan Fraser, Lily Gladstone, John Lithgow a Jesse Plemons | |
| Nejlepší výkon kaskaderského souboru ve filmu | |
| Mission: Impossible Odplata – První část - Barbie - Strážci Galaxie: Volume 3 - Indiana Jones a nástroj osudu - John Wick: Kapitola 4 | |

### Televize
| Nejlepší mužský herecký výkon v seriálu (drama) | Nejlepší ženský herecký výkon v seriálu (drama) |
| --- | --- |
| Pedro Pascal jako Joel – The Last of Us - Brian Cox jako Logan Roy – Boj o moc - Billy Crudup jako Cory Ellison – The Morning Show - Kieran Culkin jako Roman Roy – Boj o moc - Matthew Macfadyen jako Tom Wambsgans – Boj o moc | Elizabeth Debicki jako princezna Diana – Koruna - Jennifer Aniston jako Alexandra „Alex“ Levy – The Morning Show - Bella Ramsey jako Ellie – The Last of Us - Keri Russellová jako Katherine „Kate“ Wyler – Diplomatické vztahy - Sarah Snooková jako Siobhan „Shiv“ Royová – Boj o moc                  |
| Nejlepší mužský herecký výkon v seriálu (komedie) | Nejlepší ženský herecký výkon v seriálu (komedie) |
| Jeremy Allen White jako Carmen „Carmy“ Berzatto – Medvěd - Brett Goldstein jako Roy Kent – Ted Lasso - Bill Hader jako Barry Berkman – Barry - Ebon Moss-Bachrach jako Richard „Richie“ Jerimovich – Medvěd - Jason Sudeikis jako Ted Lasso – Ted Lasso | Ayo Edebiri jako Sydney Adamu – Medvěd - Alex Borsteinová jako Susie Myerson – Úžasná paní Maiselová - Rachel Brosnahanová jako Miriam „Midge“ Maiselová – Úžasná paní Maiselová - Quinta Brunson jako Janine Teagues – Základka Willarda Abbotta - Hannah Waddingham jako Rebecca Weltonová – Ted Lasso |
| Nejlepší mužský herecký výkon v minisérii nebo TV filmu | Nejlepší ženský herecký výkon v minisérii nebo TV filmu |
| Steven Yeun jako Danny Cho – Ve při - Matt Bomer jako Hawkins „Hawk“ Fuller – Souputníci - Jon Hamm jako šerif Roy Tillman – Fargo - David Oyelowo jako Bass Reeves – Strážci zákona: Bass Reeves - Tony Shalhoub jako Adrian Monk – Mr. Monk's Last Case: A Monk Movie | Ali Wong jako Amy Lau – Ve při - Uzo Aduba jako Edie Flowers – Zabiják bolesti - Kathryn Hahn jako Clare Pierce – Krásné maličkosti - Brie Larson jako Elizabeth Zott – Lekce chemie - Bel Powley jako Miep Gies – Světlo naděje                                                                         |
| Nejlepší obsazení (drama) | |
| Boj o moc – Nicholas Braun, Juliana Canfield, Brian Cox, Kieran Culkin, Dagmara Domińczyk, Peter Friedman, Justine Lupe, Matthew Macfadyen, Arian Moayed, Scott Nicholson, David Rasche, Alan Ruck, Alexander Skarsgård, J. Smith-Cameron, Sarah Snooková, Fisher Stevens, Jeremy Strong a Zoë Winters - Koruna – Khalid Abdalla, Sebastian Blunt, Bertie Carvel, Salim Daw, Elizabeth Debicki, Luther Ford, Claudia Harrison, Lesley Manville, Ed McVey, James Murray, Jonathan Pryce, Imelda Staunton, Marcia Warren, Dominic West a Olivia Williamsová - Pozlacený věk – Ben Ahlers, Ashlie Atkinson, Christine Baranski, Denée Benton, Nicole Brydon Bloom, Michael Cerveris, Carrie Coon, Kelley Curran, Taissa Farmiga, David Furr, Jack Gilpin, Ward Horton, Louisa Jacobson, Simon Jones, Sullivan Jones, Celia Keenan-Bolger, Nathan Lane, Matilda Lawler, Robert Sean Leonard, Audra McDonald, Debra Monk, Donna Murphyová, Kristine Nielsen, Cynthia Nixonová, Kelli O'Hara, Patrick Page, Harry Richardson, Taylor Richardson, Blake Ritson, Jeremy Shamos, Douglas Sills, Morgan Spector, John Douglas Thompson a Erin Wilhelmi - The Last of Us – Pedro Pascal a Bella Ramsey - The Morning Show – Jennifer Aniston, Nicole Beharie, Shari Belafonte, Néstor Carbonell, Billy Crudup, Mark Duplass, Jon Hamm, Theo Iyer, Hannah Leder, Greta Lee, Julianna Margulies, Tig Notaro, Karen Pittman a Reese Witherspoonová | |
| Nejlepší obsazení (komedie) | |
| Medvěd – Lionel Boyce, Jose Cervantes Jr., Liza Colón-Zayas, Ayo Edebiri, Abby Elliott, Richard Esteras, Edwin Lee Gibson, Molly Gordon, Corey Hendrix, Matty Matheson, Ebon Moss-Bachrach, Oliver Platt a Jeremy Allen White - Základka Willarda Abbotta – Quinta Brunson, William Stanford Davis, Janelle James, Chris Perfetti, Sheryl Lee Ralph, Lisa Ann Walter a Tyler James Williams - Barry – Anthony Carrigan, Sarah Goldberg, Zachary Golinger, Bill Hader, Andre Hyland, Fred Melamed, Charles Parnell, Stephen Root, Tobie Windham, Henry Winkler a Robert Wisdom - Jen vraždy v budově – Gerald Caesar, Michael Cyril Creighton, Linda Emond, Selena Gomezová, Allison Guinn, Steve Martin, Ashley Park, Don Darryl Rivera, Paul Rudd, Jeremy Shamos, Martin Short, Meryl Streepová, Wesley Taylor, Jason Veasey a Jesse Williams - Ted Lasso – Annette Badland, Kola Bokinni, Edyta Budnik, Adam Colborne, Phil Dunster, Cristo Fernández, Kevin Garry, Brett Goldstein, Billy Harris, Anthony Head, Brendan Hunt, Toheeb Jimoh, James Lance, Nick Mohammed, Jason Sudeikis, Jeremy Swift, Juno Temple, Hannah Waddingham, Bronson Webb a Katy Wix | |
| Nejlepší výkon kaskaderského souboru | |
| The Last of Us - Ahsoka - Barry - Ve při - Mandalorian | |